# Rick Goldsmith
Rick Goldsmith é um roteirista e produtor cinematográfico norte-americano. Como reconhecimento, foi nomeado ao Oscar 2010 na categoria de Melhor Documentário em Longa-metragem por The Most Dangerous Man in America.